# Nissan Tsuru V16
El Nissan Sentra Clásico, Nissan Tsuru (Sentra), Nissan Sentra (K) Sunny B13 o Nissan Tsuru 16V es un automóvil del segmento B sedán de bajo coste comercializado en el continente Americano, caracterizado por su trayectoria de gran éxito comercial a nivel mundial. El Nissan Sunny B13 fue producido en Japón entre 1990 y 1994. La fabricación de este automóvil se realizaba en la planta de Nissan Mexicana en la planta de CIVAC, en Cuernavaca, México.

## Nissan Tsuru en México
El Tsuru es un automóvil muy consolidado en México, con una larga trayectoria desde 1984 y tres generaciones de este modelo. Es un modelo favorito para quienes buscan un buen espacio interior y robustez a un precio accesible, como es el caso de los taxistas.

### Primera generación (1984 - 1987)

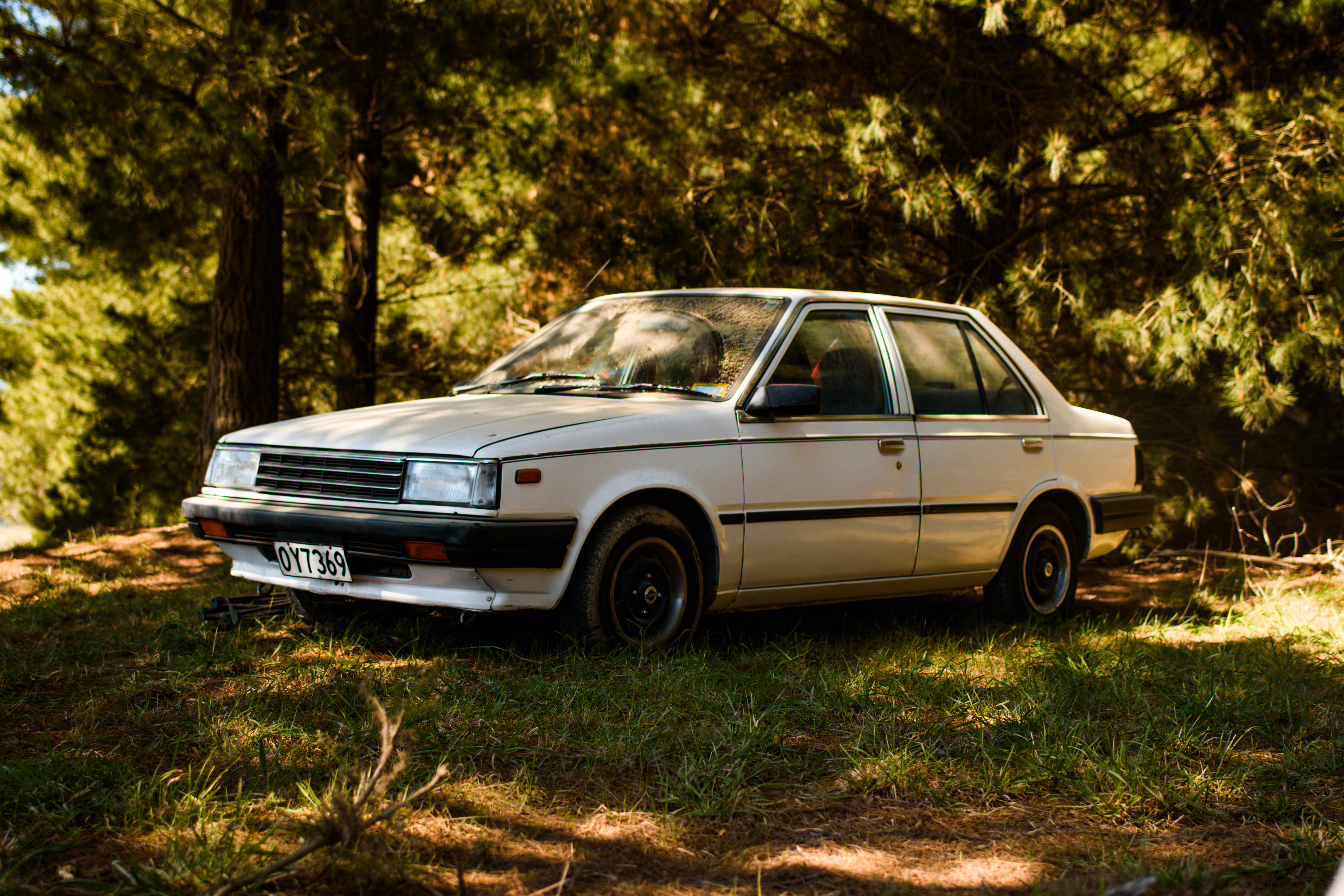
El Sunny B11 representa la primera generación del Nissan Tsuru en México. En la imagen un modelo de 1985.

El Nissan Tsuru fue introducido a México en abril de 1984 para sustituir a los Datsun Violet (160J y 180J), y como respuesta a la creciente demanda de modelos como el Volkswagen Caribe y Atlantic entre los jóvenes de clases media y alta que buscaban automóviles de concepto moderno. Los Nissan Stanza que habían sustituido a los datsun  160J, eran más grandes y costosos de lo que Nissan requería para mantenerse vigente en el mercado mexicano, por tanto, el Nissan Sunny, que estaba por debajo en su posición mercadotécnica, fue la opción elegida. La oferta inicial estuvo compuesta por berlinas de 2 y 4 puertas, una vagoneta de 5 puertas y un cupé fastback de 3 puertas llamado Tsuru samurai. El motor inicial fue de 4 cilindros y 1.5 L E15 asociado a transmisiones manuales de 4 y 5 velocidades  y una automática de 3 velocidades. El éxito del Tsuru fue inmediato debido a su robustez y excepcionalmente bajo consumo de combustible (para la época). Igualmente se presentó una versión de lujo muy llamativa por: sus ruedas de aleación, sus vestiduras de velour, sistema de sonido con tocacintas y cristales entintados. En 1985, cambian en el Tsuru Samurai la parrilla delantera, y las luces posteriores por unas más grandes en los sedanes.
En 1986, el Tsuru recibió un nuevo motor de 1.6 L E16 con el que aumentó la potencia, sin afectar mayormente el consumo de combustible, igualmente, las defensas cambian a favor de unas de diseño más envolvente. En 1987 se introduce sobre el Tsuru samurai, el Nissan Ninja Turbo con un motor de 1.6 L turbo-comprimido, este nuevo motor Nissan traía un carburador. El Ninja Turbo se distinguió estéticamente por sus franjas laterales negras y tapones de rueda en color dorado.

### Nissan Tsuru II (1988 - 1993)
El Nissan Tsuru II es introducido durante el último trimestre de 1987, utilizando un diseño más grande, espacioso y angular. Respecto al apartado mecánico se mantiene prácticamente igual que la generación anterior. 

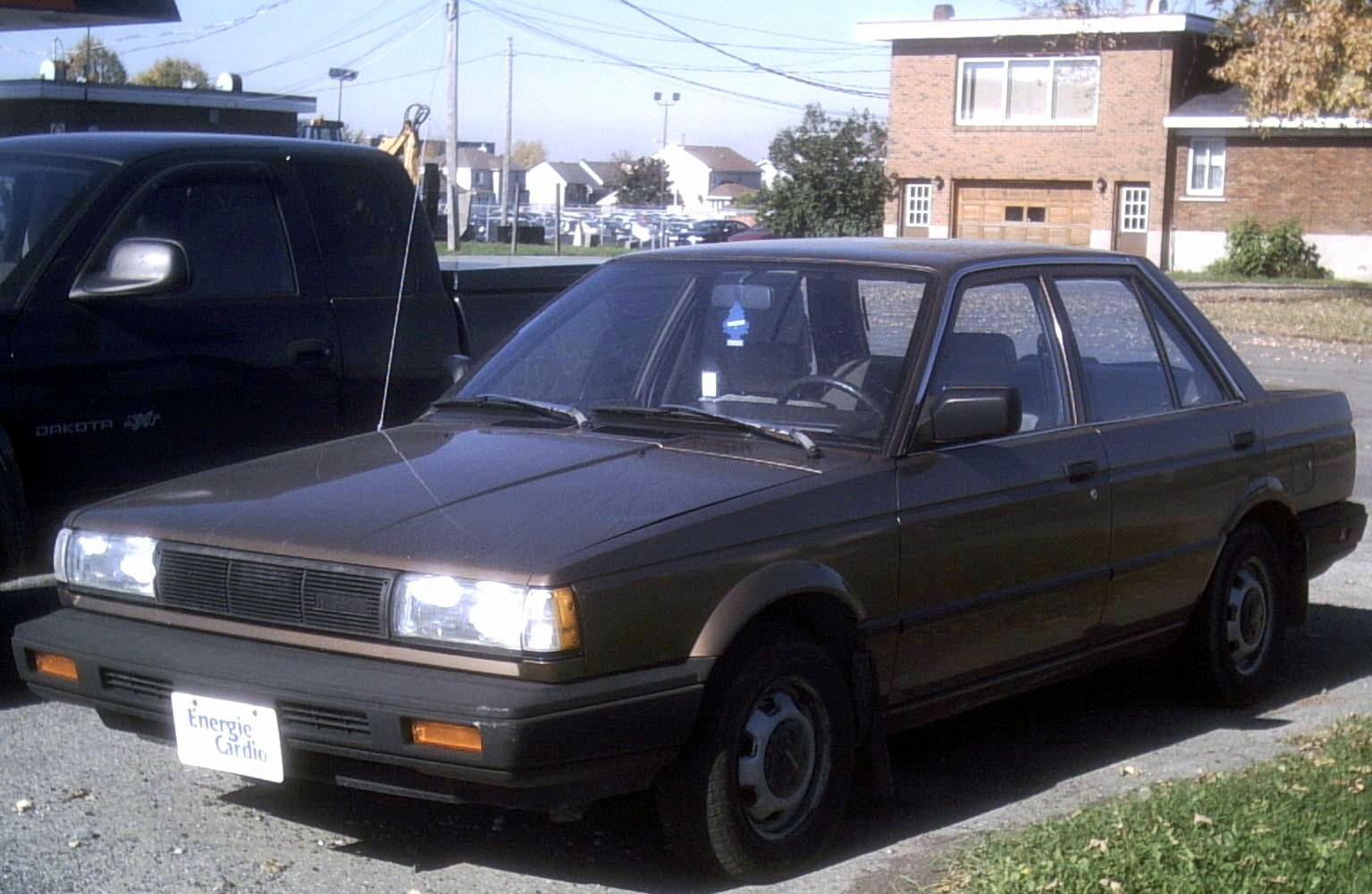
Nissan Sentra 1990 (Versión USA) Tsuru II (México). Carrocería de 4 puertas.

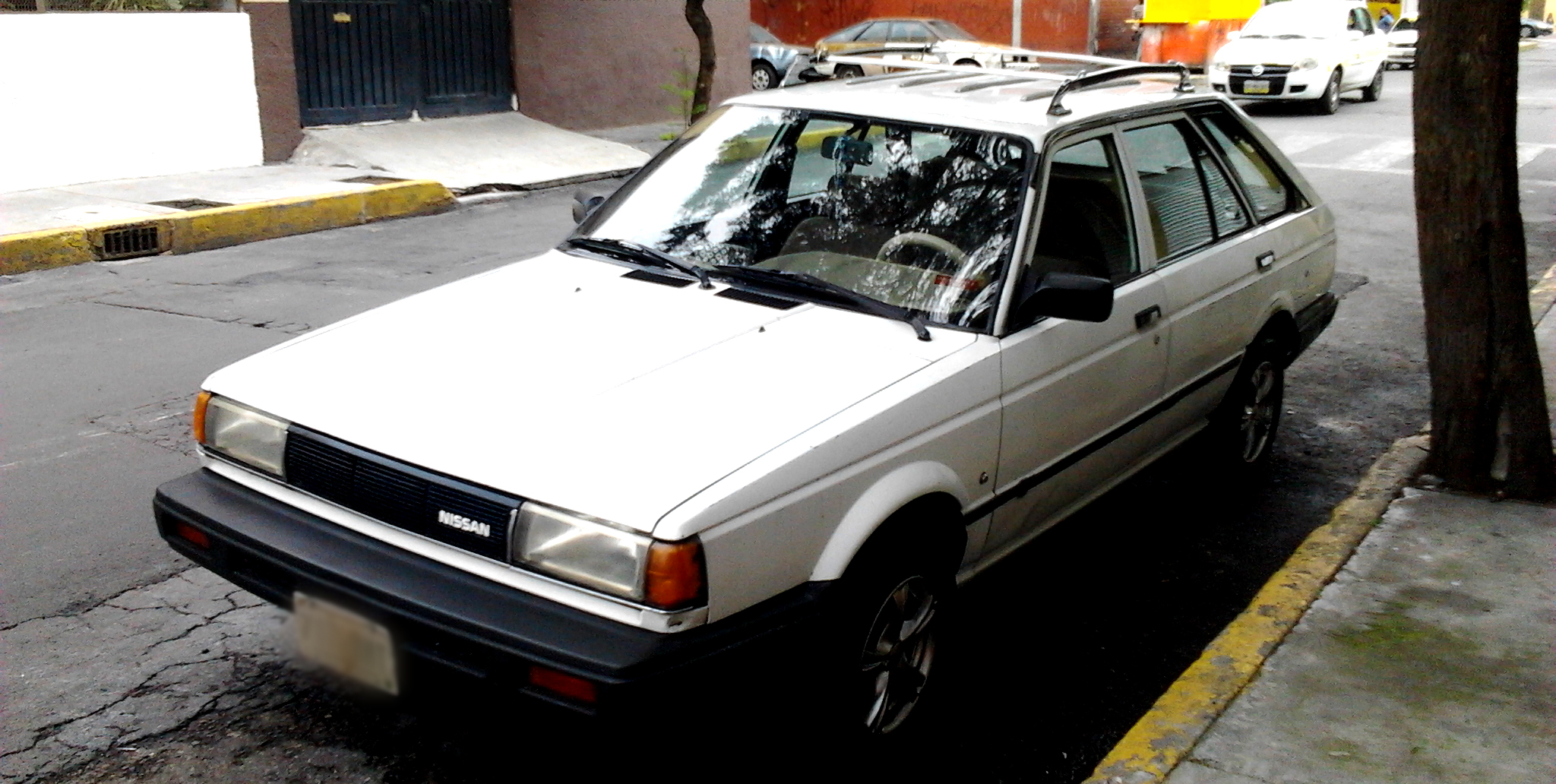
Nissan Tsuru II Vagoneta 1991

Una de las innovaciones de esta generación es la inclusión de la dirección hidráulica en las versiones equipadas. En la versión de lujo se incluye dirección hidráulica (volante de 4 brazos), espejos eléctricos, aire acondicionado, vidrios eléctricos, alerón de agencia, forro de puertas en tacto-piel con revistero, y en casos especiales techo solar, además de algunos agregados en interiores. Se mantienen las carrocerías sedán 2, 4 puertas y vagoneta. El Tsuru Samurai, en cambio es descontinuado, sin embargo, en 1988 se introduce el nuevo Nissan Sunny Coupe, que recibe el nombre de Nissan Hikari Coupe, El Hikari se ofrece con dos motorizaciones, el primer motor qué ofrecía era el E16 carburado mismo que usaban las otras versiones de Tsuru II  y el motor Turbo E16T del anterior Ninja Turbo, con el tiempo y en 1991 y 1992 le fue incorporado un sistema de inyección electrónica con lo que su nombre derivó en "Hikari EGI".

El Tsuru II estuvo en producción hasta 1991, reforzando la imagen de robustez característica de este modelo.

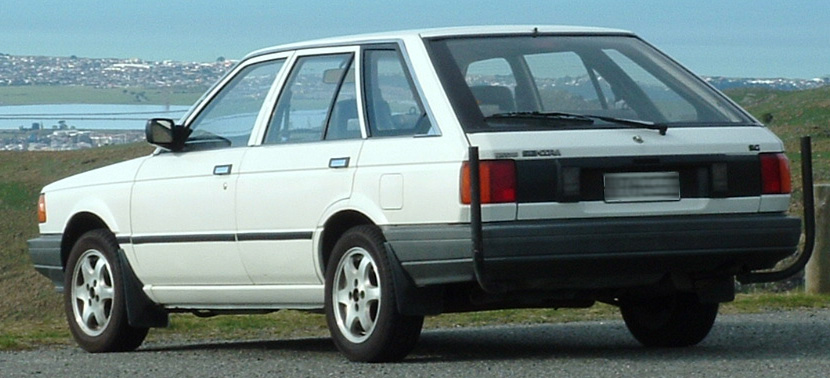
Nissan Sentra Wagon 1990 (Versión USA) Tsuru II Vagoneta (México). Carrocería de 5 puertas.

Durante 1988, también estuvo disponible una versión del Tsuru II Sedán con motor turbo asociado a un carburador, heredado del Nissan Ninja Turbo, de la cual se produjeron muy pocas unidades, esta versión tenía un distribuidor con doble platino y condensador.

### Nissan Tsuru (Tercera Generación). "Consolidación y permanencia".[3]

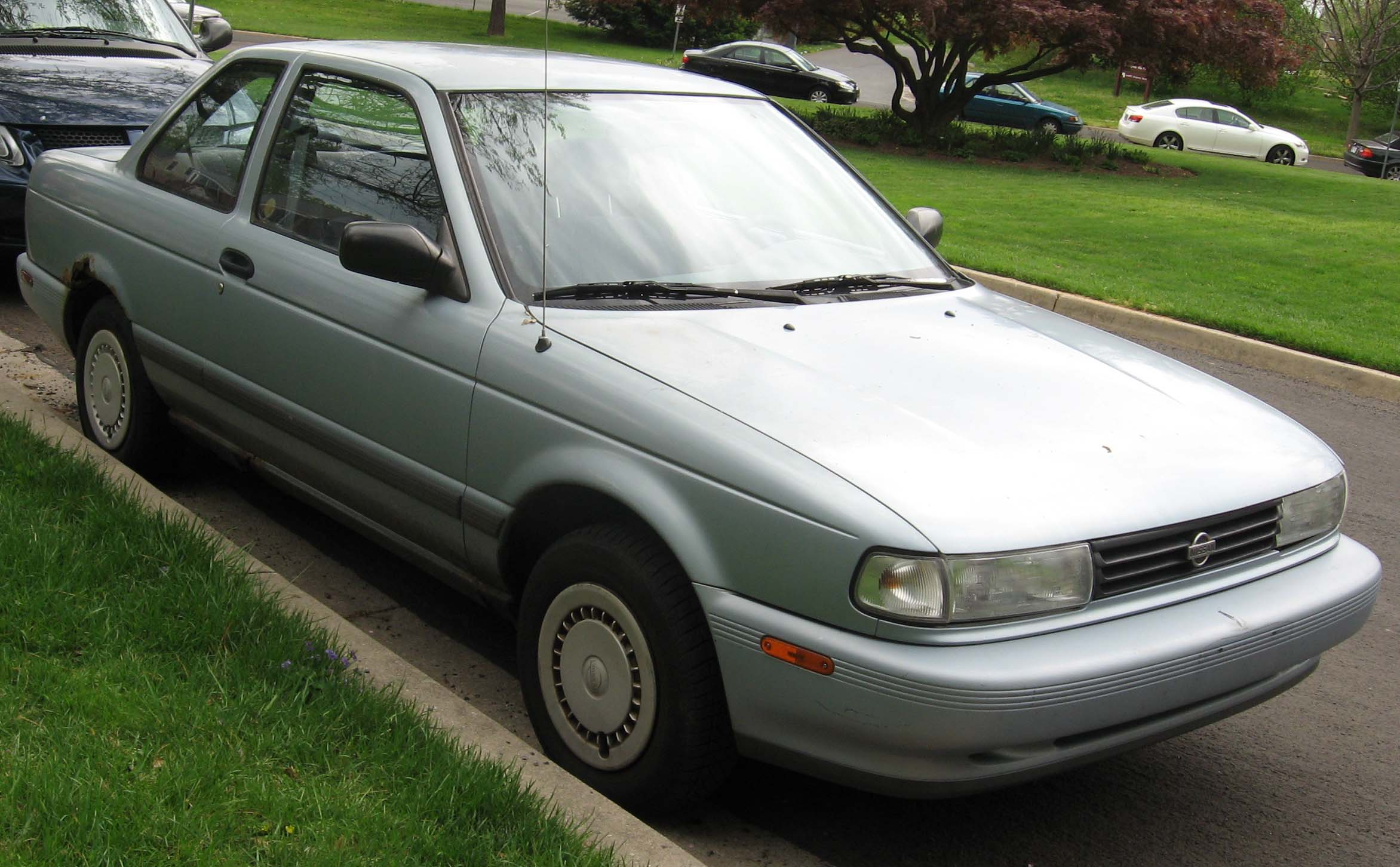
Nissan Sentra 1993 (Versión USA). Aquí en la carrocería de 2 puertas que existió hasta 1995.

En el último trimestre de 1991 aparece la generación actual del Tsuru como modelo 1992. Su motorización corre por cuenta de un 4 cil. 1.4L 88 hp alimentado por carburador. Esta generación fue la segunda en ofrecer en sus modelos de Lujo, equipo como los elevadores de cristales y seguros de puertas eléctricos siendo un éxito para la época, y que hasta entonces, sólo automóviles de segmentos superiores ofrecían en el país. Se conservan las carrocerías sedán 2 y 4 puertas, sin embargo, el Hikari Coupé y la  Tsuru vagoneta son eliminados de la oferta.
Una de las mejoras de esta nueva generación del Tsuru es la inclusión de una nueva caja de cambios automática de 4 velocidades. En su primera etapa, de 1992 a 1995 el Tsuru se conserva como un automóvil que competía con modelos como el Volkswagen Golf, con versiones austeras (el "Nissan Tsuru GS"), de equipo medio ("Nissan Tsuru GST" llamada típico en México), y las versiones de Lujo (el "Nissan Tsuru GSX").
Este fue el primer Tsuru que salió al mercado.
En 1993 apareció Nissan Tsubame, vehículo con carrocería familiar con una apariencia distinta al Tsuru (aunque son idénticos en el apartado mecánico) que en otros mercados recibe los nombres de Nissan Sunny California o Nissan AD Wagon, igualmente, el motor 1.6L para toda la línea Tsuru recibe un sistema de inyección electrónica, lo que eleva su potencia a 93 hp. Igualmente, para compensar algunas huelgas en las plantas de Nissan Mexicana, se importan al país por un corto período, algunos ejemplares desde Estados Unidos, llamados Sentra, caracterizados por unas terminaciones de mayor calidad y equipos como los cinturones de seguridad regulados por el gobierno estadounidense. Para el año-modelo 1994, el Tsuru recibe un ligero rediseño que afecta a faros delanteros, parrilla y luces traseras el motor 1.6L pasa a tener 16 válvulas con control de tiempo de apertura (ECCS/NVCS), por lo que la potencia aumenta a 115 hp, asimismo, como respuesta al Volkswagen Golf GTI, se introduce el "Nissan Tsuru 2000 GSR", que equipaba el SR20DE, un motor DOHC de 1998cc que producía 140hp@6400rpm, en carrocería coupé 2 puertas, convirtiéndose en referencia en su segmento durante el tiempo de su comercialización.

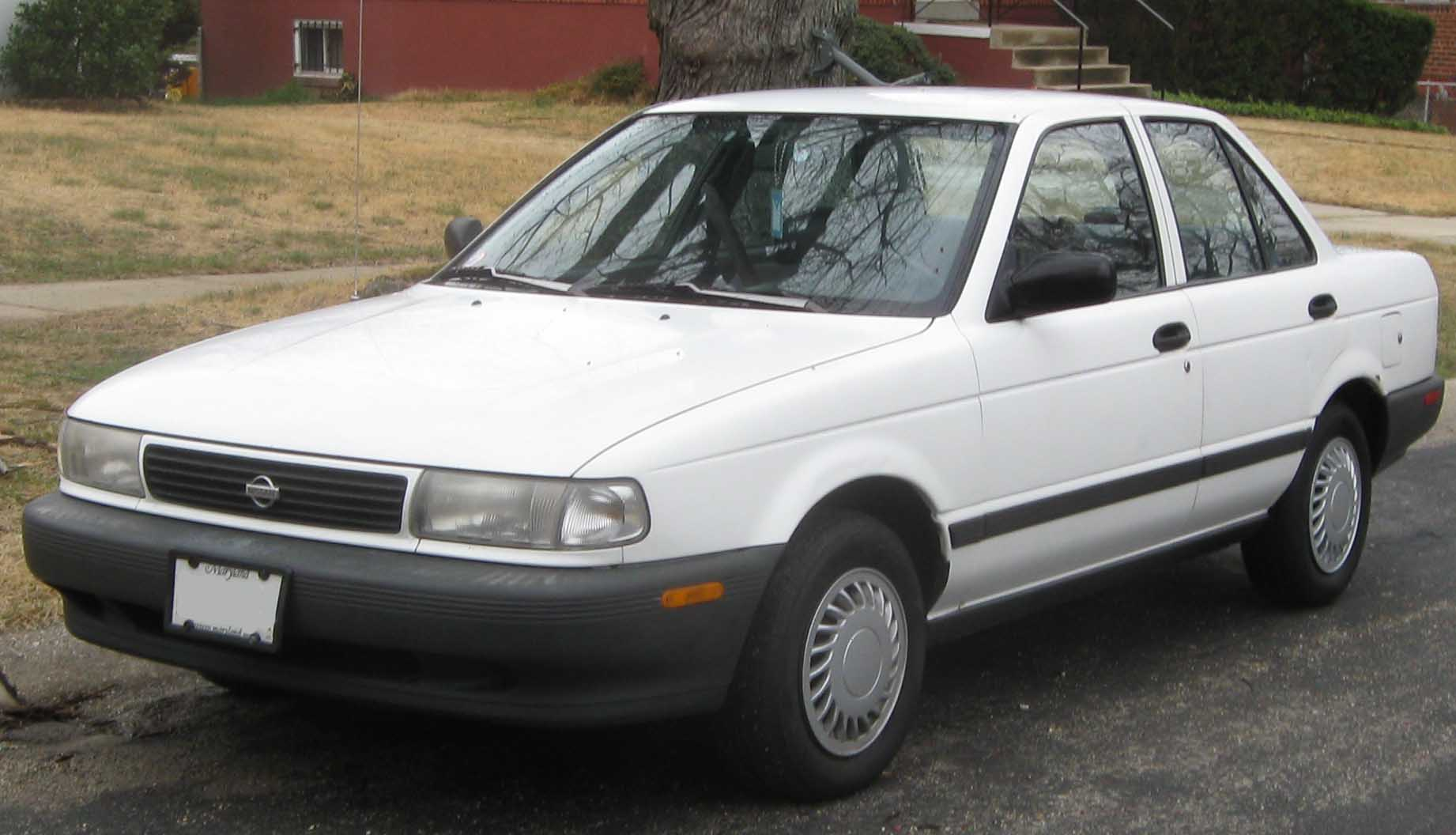
1993-1994 Nissan Sentra E sedan

En 1995, y debido al error de diciembre de 1994, y para compensar la considerable bajada de ventas, se reordenó la gama del Tsuru, desapareciendo paulatinamente todas las variantes anteriores, dejando solamente dos nuevas variantes con equipamiento básico: "Nissan Tsuru GSI", y "Nissan Tsuru GSII", que son las variantes que se comercializan hasta la actualidad. Para suplir a las anteriores versiones más equipadas, Nissan lanza el Sunny B14 bajo el nombre de Nissan Sentra, como un automóvil de un segmento superior al Tsuru, en sedán de 4 puertas, y un cupé 2 puertas que conserva su nombre japonés: Nissan Lucino.
Inicialmente el nivel de equipamiento de estas nuevas versiones del Tsuru estaba reducido al mínimo, le fueron eliminados elementos tales como las barras estabilizadoras, barras de protección laterales en puertas, el recubrimiento anti-ruidos, el espejo de vanidad en visera derecha, la consola central, el descansa brazos con revistero, los asientos con cabeceras ajustables, los revisteros en las puertas delanteras, entre otros. El Tsuru GSII incorporaba los revestimientos interiores de las puertas, dirección hidráulica, neumáticos más anchos. Para abatir los costos se introdujo un nuevo motor GA16DNE le retiró el control de tiempo de apertura de las válvulas del motor (ECCS/NVCS), reduciendo con la potencia a 105hp@5500rpm. Con el paso de los años el Tsuru ha recobrado parte de su equipo original como un sistema de sonido, defensas al color de la carrocería, aire acondicionado, transmisión automática, entre otros. Igualmente, el Tsuru ha recibido dos re diseños con el paso del tiempo.
En 2001, Nissan Mexicana alcanza la cifra de un millón de Nissan Tsuru vendidos en la historia.
En febrero de 2009, Nissan Mexicana ha anunciado la venta de la unidad 1,5 millones del Tsuru en México.
Para el 2010, la gama del Nissan Tsuru se compone de las siguientes versiones: "Tsuru GSI", versión austera que ahora recibe los tapones de rueda completos que anteriormente se reservaban al "Tsuru GSII", un Radio AM/FM/CD, empeñado  del vidrio trasero, sistema alarma, y como equipo opcional:, aire acondicionado, dirección hidráulica y caja de cambios automática de 4 velocidades.
En 2011 se deja de ofrecer la transmisión automática, mientras que la transmisión recibe un nuevo embrague de origen Renault, que reemplaza al anterior de funcionamiento mecánico así como ligeros ajustes en los engranajes de la transmisión para una mejor economía de combustible. Desde entonces las ventas de este modelo han estado a la baja, debido a la introducción del nuevo Nissan Versa, lo que dio origen a especulaciones acerca de su posible descontinuación, sin embargo, Nissan anunció que su producción continuará siempre y cuando la demanda del mercado mexicano lo siga requiriendo, ofreciéndose a la par del Tiida como modelos de entrada a la marca en el mercado mexicano.
En el año 2017 finalmente fue descontinuado la generación B13 en México.

### Legado en México: utilización como taxi

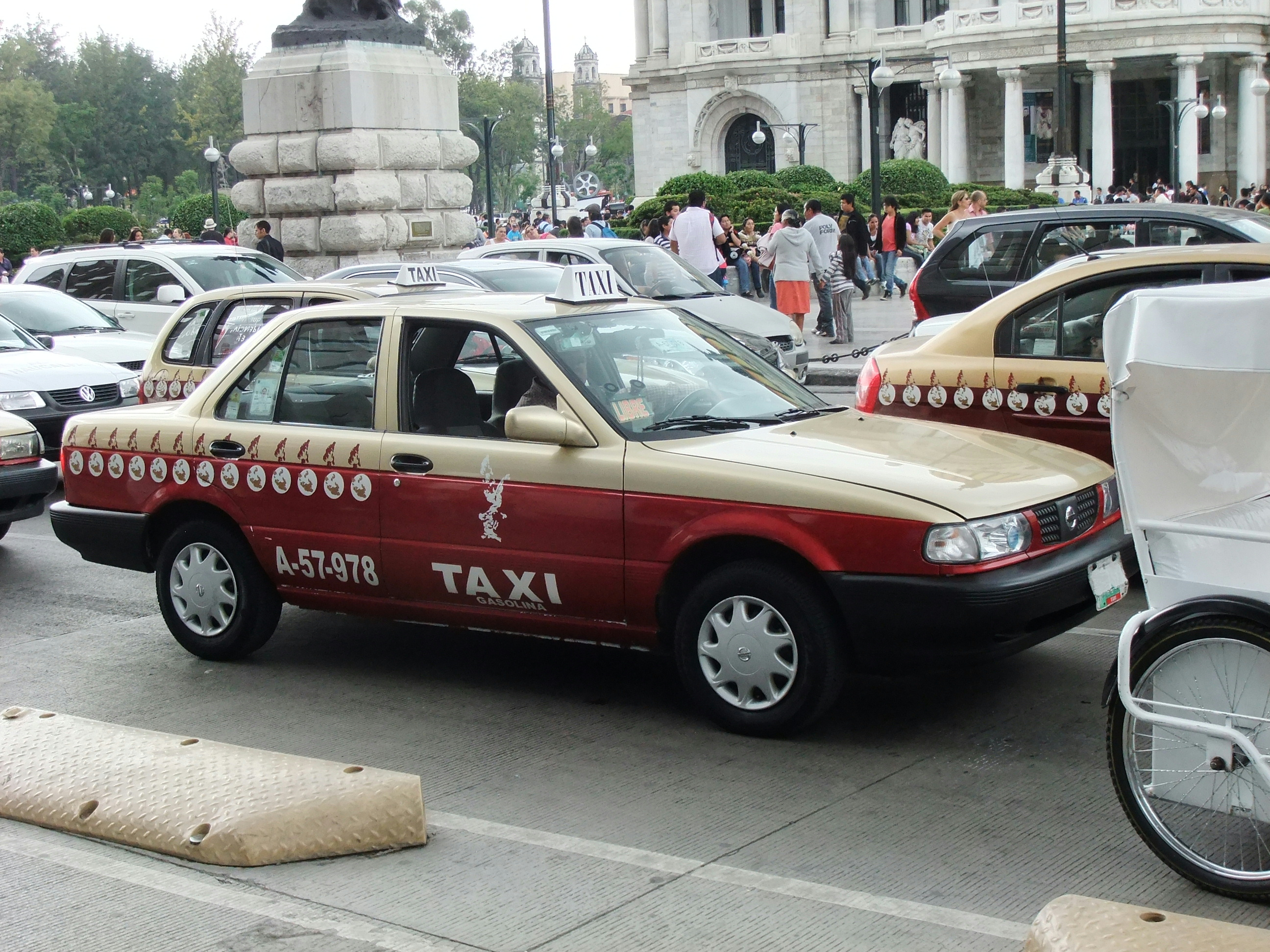
Nissan Tsuru como taxi en la Ciudad de México

El Nissan Tsuru es una elección frecuente de taxistas de Ciudad de México, en donde en 2014 había 65 millones de estos 21 vehículos de marca Nissan, compartiendo la cifra con el modelo Tiida.
Asimismo es una elección de mayoría frecuente en la ciudad de Cuernavaca y en general en el estado de Morelos, principalmente porque el vehículo es fabricado en la planta de Nissan de esa entidad, así como también en las ciudades más grandes del país, Guadalajara, Monterrey y Tepic, el Tsuru se destaca como vehículo de alquiler con bajos costos de mantenimiento.

## Nissan Sentra B13 en Bolivia

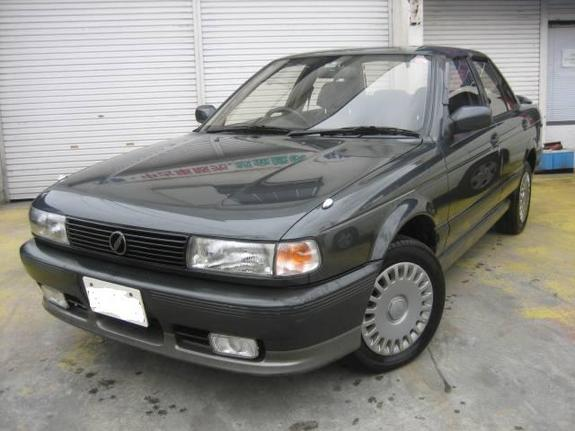
1991 Nissan Sunny B13 (fabricado en Japón)

En Bolivia se vende el Nissan Sentra (B13) desde 1992, el (B11) y (B12) se llamaban Nissan Sunny las 3 versiones fueron fabricadas en México. El Nissan Sentra (B13) viene con el motor 1.6L y 16 válvulas. Algunas unidades fabricadas en Japón (Sunny) y Estados Unidos fueron importadas por particulares. Las versiones japonesas vienen con motor 1.3 y 1.5 Lts tracción delantera y tracción Total. Se vendió oficialmente la versión familiar AD Wagon (Y10), llamada en otros países Tsubame en México, Sunny Traveler en Europa, California y Japón.
- Actualmente se vende el Sentra (B13) y el (B16).
- Las unidades fabricadas en Japón traen el logotipo de Sunny.
- No se vendió el Sentra (B13) 2 puertas.
- Las primeras versiones importadas eras Ex Saloon y Super Saloon. Equivalentes en México a GST (Ex Saloon) y GSX (Super Saloon).
- La versión familiar AD WAGON (Y10) solo se vendió la versión de lujo. Equivalente en México: GSX y Japón: Sunny California.
- La Policía Nacional usó patrullas Nissan Sentra B13.
- Solo se importaba en transmisión manual de 5 velocidades.
- De la versión Sunny B13 que se importó como vehículo usado desde el Japón se vendieron más unidades que la versión Sentra que era traída por las casas importadoras desde México.

Entre algunas curiosidades se puede mencionar que, ya el modelo Sunny B11 primera generación 1986 - 87 fue importado a Bolivia desde el Japón el cual tuvo buena acogida principalmente destinado al transporte público, por primera vez se trató de importar la versión mexicana o sea el Nissan Sentra, el cual no tuvo buena acogida puesto que no tenía la misma calidad, durabilidad y fiabilidad que la versión japonesa, esto obligó a las casas importadoras a volver a traer la versión japonesa.

## Nissan V16 en Chile

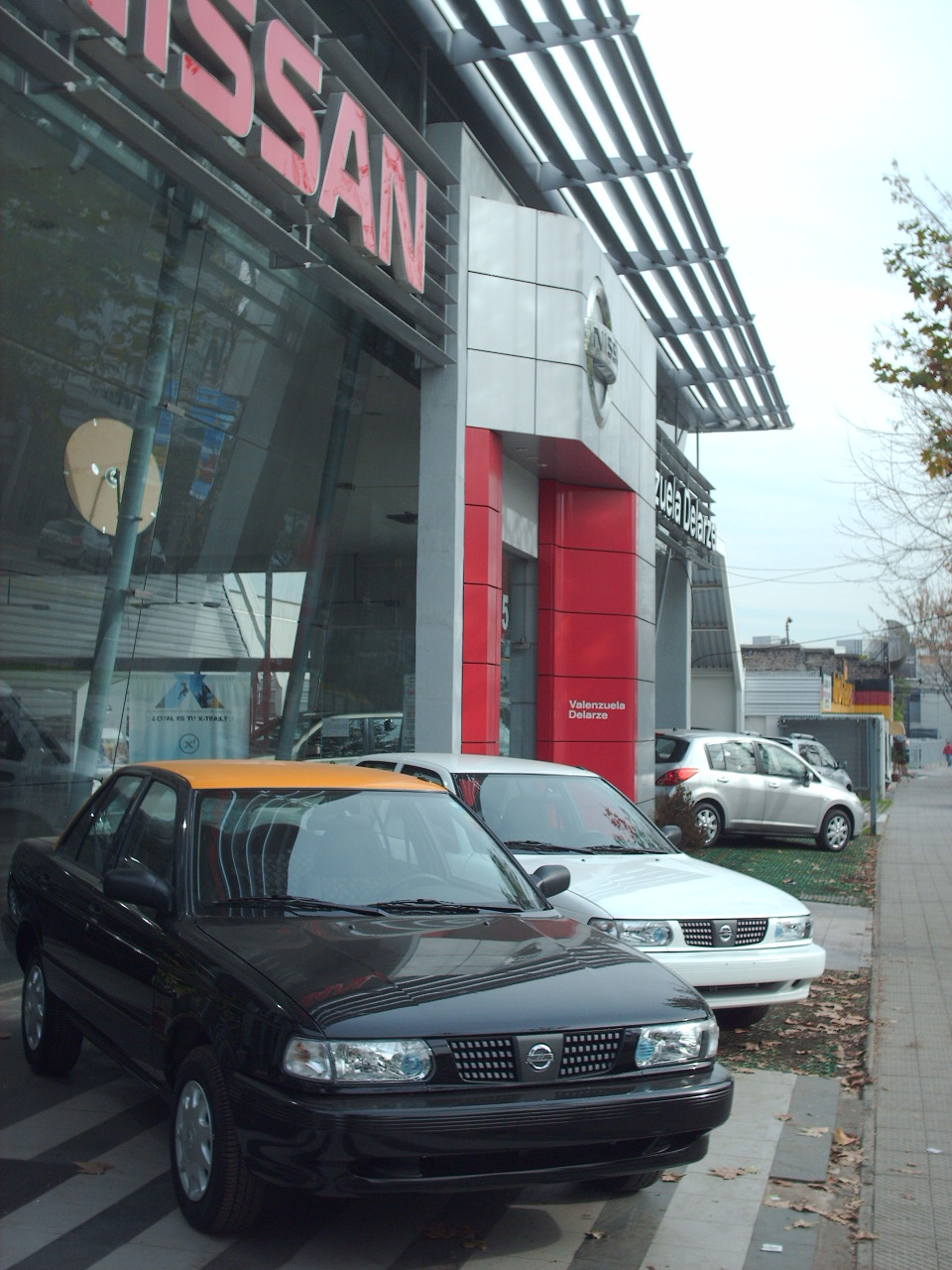
Nissan V16, preparados para taxis en una concesionaria de Chile.

En Chile era uno de los automóviles más populares en las décadas de 1990, 2000 y 2010 (estaba en el décimo puesto el 2004 y en el quinto el 2008) por su compatibilidad de repuestos y por lo económicos que son éstos. Principalmente este auto se utiliza como herramienta de trabajo (taxis colectivos y viajes largos), por su consumo económico de gasolina. En mayo de 2010, debido a las nuevas regulaciones en materia de seguridad de Chile, el Nissan V16 se dejó de comercializar en ese país, para dar lugar al Tiida Sedán como su reemplazo, siendo el Nissan Tiida más caro de mantener debido a los repuestos más modernos que los del (V16) y menos duraderos. En consecuencia no se ha logrado igualar ventas y según estudios no va a igualar las ventas que tuvo el Nissan V16, por lo menos en Chile. Los cambios en la normativa chilena, que impidieron que se siguiese comercializando el V16, fueron que el vehículo debía tener bolsas de aire y deformación programada. Nissan Chile, en un comunicado de prensa, indicó que preferían sacar de circulación al V16 que ajustarlo a la norma, pero aun así siguen Nissan V16 en circulación hasta el día de hoy, ya que es un auto fiable, económico y básico de "mecánica" ya que no cuenta con tanto equipamiento como, por ejemplo, un auto europeo, haciéndolo así mucho más fácil de arreglar en caso de falla de motor o falla eléctrica o de los pocos sensores que tiene. Existían dos modelos: B3801 y B3802 (los dos variaban según el equipamiento también existentes en el GSI y GSII).
El nissan sentra se pone a tono en EE. UU.

### Importadores
En Chile, Nissan fue importada por tres empresas, Cidef, Difor y Marubeni.

### Equipamiento
- Motor modelo GA16DNE, 1.6 L (1,597 cc) 16 válvulas DOHC 105 hp (78 kW; 106 PS).
- Motor modelo SR20DE, 2.0 L (1,998 cc) 16 válvulas DOHC 125–165 hp (127–167 PS; 93–123 kW).

### Opciones con costo extra
- Vidrios eléctricos, Cierre Centralizado
- Aire acondicionado Recargable
- Llantas de cromo BBS International Tuning Master de 15`o 17`
- Cola de escape Muffler Inoxidable Tornasol HKS o Borla dependiendo de la elección.

(*): en el modelo B3802 venía equipada.

### Tipos de modelos
En el año 1998 Cidef importaba a Chile los siguientes modelos:
- Sedán
- Ex/Kai (usado mucho como taxi en esa época por ser el modelo más económico)
- Ex Saloon STD
- Ex Saloon EQ

- Station Wagon (Tsubame o AD Wagon Y10)
- Ex Saloon
- Super Saloon

## Seguridad
Según la prueba Latin NCAP realizada en 2013 (protocolo obsoleto), el Nissan Tsuru es un vehículo que no posee estándares mínimos de seguridad, ya que en dicha evaluación obtuvo 0 estrellas de 5, por lo que se le ha considerado como uno de los automóviles más inseguros del mundo. No cuenta con ningún equipamiento extra de seguridad, como frenos ABS o bolsas de aire (airbag) y tiene un alto índice de destrucción general debido al bajo calibre de la lámina, por eso su comercialización se ha empezado a prohibir en ciertos mercados. Pero en México, no fue hasta abril de 2017 que se publicó la Norma Oficial Mexicana que obliga a las armadoras a incluir al menos 2 bolsas de aire y frenos ABS en todos sus modelos.
Según LatinNCAP el auto debería salir inmediatamente del mercado de América Latina debido a tener el mayor índice de mortalidad en los accidentes fatales en los que participó, más de 4100 fallecidos entre 2007 y 2012 con un promedio de 331 fallecidos por año sólo en México.
A finales de 2016, Nissan anunció oficialmente que dejaría de fabricar este modelo en 2017 debido a las normas de seguridad vehicular que entran en vigencia en México en 2019. Aunque a inicios de 2017, y por un precio elevado, Nissan México lanzó al mercado una última edición del Tsuru llamada "Buen Camino", que se distingue por tener tanto interior como exterior en azul, escape con terminación en cromo y por contar con equipo de confort adicional, aunque sin ninguna mejora en términos motrices o de seguridad, para los que adquieran una unidad Tsuru "Buen Camino" además se les incluye un paquete conmemorativo consistente en un llavero alusivo a la ocasión y una carta de agradecimiento por haber sido parte de dicha experiencia.
Posteriormente, los clientes potenciales de este auto están siendo redirigidos a otros vehículos que suplirán su función de entrada a la gama, siendo los modelos Versa (Sedán), Note (Monovolumen) y March (Hatchback) los que están en ese segmento para distintos presupuestos cuyo objetivo es estar al alcance tanto de familias, quienes adquieren su primer auto así como también de uso intensivo (flotillas, taxis, etc.).